# Тереза Португальская (королева Леона)
Тереза Португальская (4 октября 1178, Коимбра — 18 июня 1250, Лорван) — королева-консорт Леона (1191—1195), первая супруга Альфонсо IX. Она была беатифицирована в 1705 году.

## Жизнь
Тереза Португальская была старшей дочерью (и ребёнком) короля Португалии Саншу I и его супруги Дульсы Арагонской.
В 1191 году Тереза вышла замуж за короля Леона Альфонсо IX. У них было трое детей:
- Фернандо[исп.] (около 1192 — август 1214), не был женат и не оставил потомства
- Блаженная Санча (около 1193—1270). Будучи наследницей Альфонсо, могла претендовать на трон, однако в результате переговоров между её матерью и второй женой отца королевой не стала, взамен получила хорошее наследство и удалилась в монастырь. После смерти канонизирована.
- Дульса, называемая также Альдонса (около 1194—1195 года — после 1243 года), незамужняя, прожила всю жизнь с матерью. Детей не имела.

В 1196 году брак был аннулирован по причине близкого кровного родства — супруги были двоюродными братом и сестрой. Тереза вернулась в Португалию и поселилась в монастыре Лорвана, бывшем изначально бенедиктинским аббатством, а затем ставшим цистерцианским. Она жила как монахиня, однако не давала обет.
В 1230 году Альфонсо умер, оставив ещё нескольких детей от второго брака с Беренгарией Кастильской. Этот второй брак был также аннулирован по причине кровного родства, потому что Беренгария была троюродной сестрой Альфонсо. Из-за двух недействительных браков между детьми возник спор о том, кто унаследует трон. Тереза вмешалась и позволила Фердинандо III Кастильскому, старшему сыну Беренгарии, занять трон Леона. После разрешения спора о наследовании Тереза вернулась в Лорвану и постриглась в монахини. Она умерла в монастыре 18 июня 1250 года от естественных причин.
13 декабря 1705 года Тереза была беатифицирована буллой папы Климента XI вместе со своей сестрой Саншей Португальской. День её памяти в лике католической церкви — 17 июня.